# Gira de los Leones Británico-Irlandeses 1936

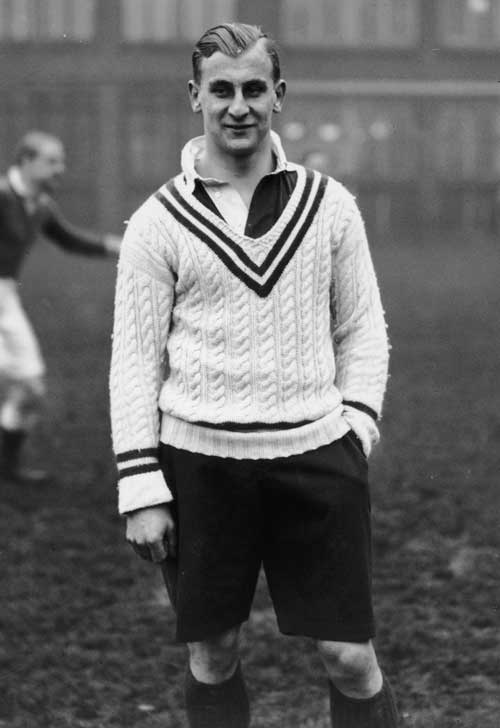
El legendario Príncipe Obolensky.

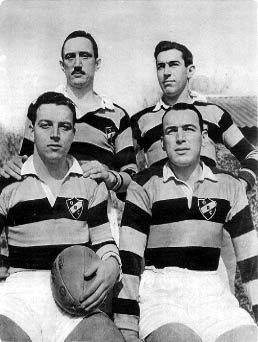
Jugadores de Olivos Rugby Club.

La Gira de los Leones Británico-Irlandeses 1936 fue el 12 tour internacional de rugby de los europeos que tuvo lugar en Argentina desde el 15 de julio al 23 de agosto de 1936.
Fue la tercera y última gira de Lions por América del Sur, luego de las de Argentina & Sudáfrica 1910 y Argentina 1927.

## Plantel
Entrenador:  Doug Prentice
- Paul Cooke
- Robin Prescott
- Tom Knowles
- Wilson Shaw
- John Brett
- Bernard Gadney (C)
- Alexander Obolensky
- John Tallent
- Owen Chadwick
- John A'Bear
- Charles Beamish
- Tom Knowles
- Philip Dunkley
- George Hancock
- Jock Waters
- Peter Hobbs
- P. C. Hordern
- Thomas Huskisson
- J. S. Moll
- D. E. Pratten
- Robin Prescott
- Harold Uren
- Vesey Boyle
- William Weston
- Ernest Unwin

## Antecedentes
La última vez que argentinos y británico-irlandeses se habían enfrentado fue en la Gira de Argentina 1927, a su vez los sudamericanos nunca habían derrotado a los europeos. Los Lions no se volverían a enfrentar con los Pumas sino hasta casi 70 años después en el partido despedida por la Gira de Nueva Zelanda 2005.

## Partidos de entrenamiento
| Fecha        | Recinto      | Rival                  | Resultado |       |
| ------------ | ------------ | ---------------------- | --------- | ----- |
| 15 de julio  | Estadio GEBA | Buenos Aires           | 0–55      | Lions |
| 18 de julio  | Estadio GEBA | Argentina XV           | 0–27      | Lions |
| 22 de julio  | Estadio GEBA | Olivos Rugby Club      | 3–27      | Lions |
| 26 de julio  | Estadio GEBA | Argentina B            | 0–28      | Lions |
| 29 de julio  | Estadio GEBA | Pacific Raylways AC    | 0–62      | Lions |
| 2 de agosto  | Plaza Jewell | Litoral                | 0–41      | Lions |
| 5 de agosto  | Estadio GEBA | Old Georgian Club      | 6–55      | Lions |
| 9 de agosto  | Estadio GEBA | Belgrano Athletic Club | 3–37      | Lions |
| 23 de agosto | Estadio GEBA | CASI-Hindú-CUBA        | 0–44      | Lions |

## Test match
| 16 de agosto de 1936 | Argentina | 0 – 23  | Lions                                                                    | Estadio GEBA, Buenos Aires                              |                                                         |
|                      |           | Reporte | Tries , Boyle Tallent Unwin Conversiones (2) Brett Penal Brett Drop Shaw | Asistencia: ? espectadores Árbitro(s): Hugh Glyn Hughes | Asistencia: ? espectadores Árbitro(s): Hugh Glyn Hughes |